# Dana Walden
Dana Michelle Walden, nata Freedman (Los Angeles, 1964 o 1965), è un'imprenditrice statunitense, attuale co-presidente della Disney Entertainment e membro del President’s Export Council.

## Carriera

### Gruppo televisivo Fox
Prima del suo incarico alla Disney Entertainment, Walden è stata presidente e CEO di Fox Television Group, che includeva Fox Broadcasting Company, 20th Century Fox Television, Fox 21 Television Studios, Fox Consumers Products e il fornitore di syndication, 20th Television.

### La Walt Disney Company
Walden era Presidente dell'intrattenimento presso Walt Disney Television. Il 9 giugno 2022, ha sostituito Peter Rice come Presidente di Disney General Entertainment Content.
Dana Walden è stata nominata co-presidente della Disney Entertainment l'8 febbraio 2023, dove è responsabile dello streaming e della televisione globali. Come parte di questo ruolo, Walden guida ABC Entertainment, ABC News, ABC Owned Television Stations, Disney Branded Television, Disney Television Studios (20th Television, ABC Signature, 20th Television Animation e Walt Disney Television Alternative), Freeform, FX, Hulu Originals, National Geographic Content e Onyx Collective. Sotto la sua guida, "The Walt Disney Company" ha ottenuto un record di 183 nomination agli Emmy Award nel 2024.

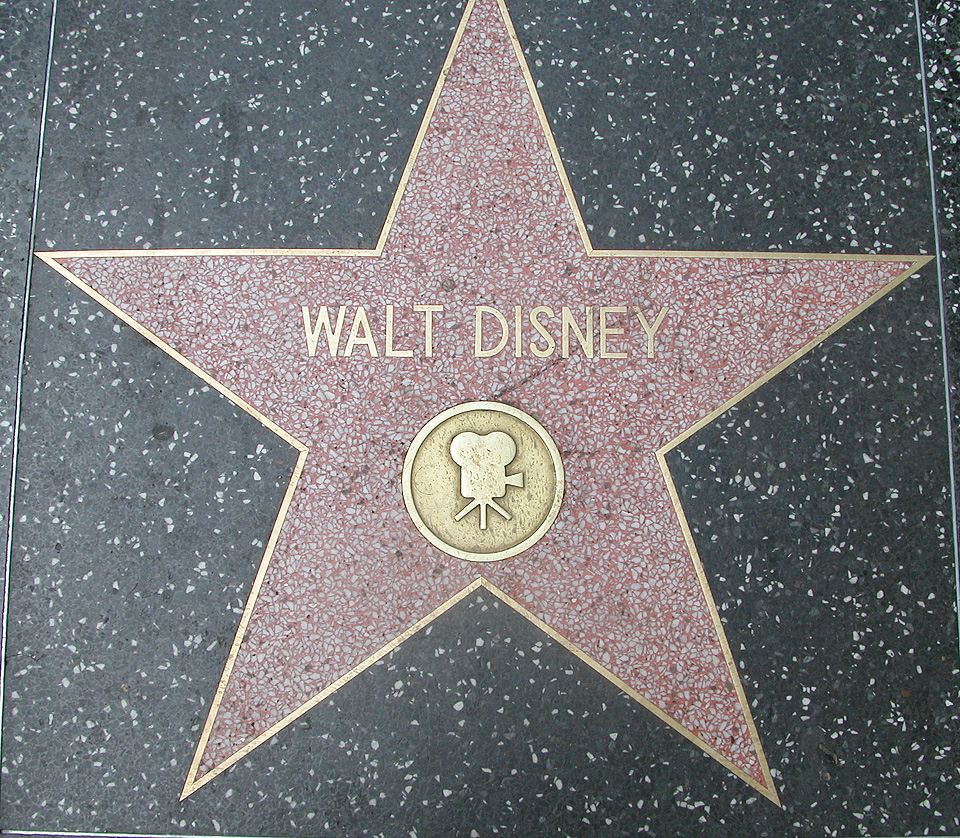
Walt Disney Walk of fame

Nell'aprile 2024, la CNBC ha riferito che Walden era in lizza per diventare il prossimo CEO della Disney, se scelta, sarebbe stata la prima donna CEO della Disney nei suoi 100 anni di storia.
Da quando ha iniziato a supervisionare le serie originali di punta di Hulu nel 2019, la piattaforma di streaming ha registrato ascolti record per successi come The Handmaid's Tale, The Kardashians e Only Murders in the Building. Inoltre, ABC News continua a dominare come la rete di notizie numero uno in America, con programmi come 20/20, Good Morning America, Nightline e World News Tonight.
Negli ultimi trent'anni, Walden ha supervisionato lo sviluppo e la produzione di alcuni celebri programmi, tra cui 24, Glee, Grey's Anatomy, Homeland - Caccia alla spia e This Is Us; franchise come American Horror Story, Black-ish, I Griffin e I Simpson; talent e varietà come American Idol, Dancing With the Stars e Jimmy Kimmel Live!; programmi per bambini come Mickey Mouse Clubhouse e Bluey, la serie in streaming più vista nel 2024; e successi più recenti: Shōgun, Abbott Elementary, The Bear e Percy Jackson e gli dei dell'Olimpo.

### Altri incarichi nel consiglio di amministrazione
Walden fa parte del consiglio di amministrazione di Live Nation Entertainment  e del Jonsson Comprehensive Cancer Cente dell'UCLA .

## Vita privata
Walden sposò Matt, un dirigente d'azienda, nel 1995 con il quale ha due figlie. Dal 2024, vivono a Brentwood, Los Angeles. Sua nonna Rose Freedman, un'immigrata dall'Austria, è sopravvissuta all'incendio della fabbrica Triangle e ha vissuto fino all'età di 107 anni. È di discendenza ebraica.

### Politica
Walden è stata sostenitrice di alcuni politici del Partito Democratico e ha ospitato eventi di raccolta fondi per il Partito. Lei e suo marito sono anche amici di lunga data di Kamala Harris e del marito, Doug Emhoff .
Il presidente Joe Biden ha nominato Walden nel Consiglio presidenziale per l'esportazione e nel principale comitato consultivo sul commercio internazionale nel 2023 .

## Premi e riconoscimenti
Walden è stata nominata Personalità dell'anno dal MIPCOM nel 2015. È stata nominata "Showman of the Year" da Variety ed "Executive of the Year" nel 2019 da The Hollywood Reporter. Nel 2021, ha ricevuto un premio alla carriera dall'Harvard Undergraduate Women in Business . Nel 2023, si è classificata al 39° posto nell'elenco della rivista Forbes delle "100 donne più potenti del mondo". Inoltre, si è classificata al 39° posto nella lista delle donne più potenti stilata da Fortune nel 2023 .
Nel 2024, la "Producers Guild of America" ha annunciato che Walden riceverà il Milestone Award della gilda alla 36ª cerimonia dei Producers Guild of America Awards .